# Rumpler B-Typen

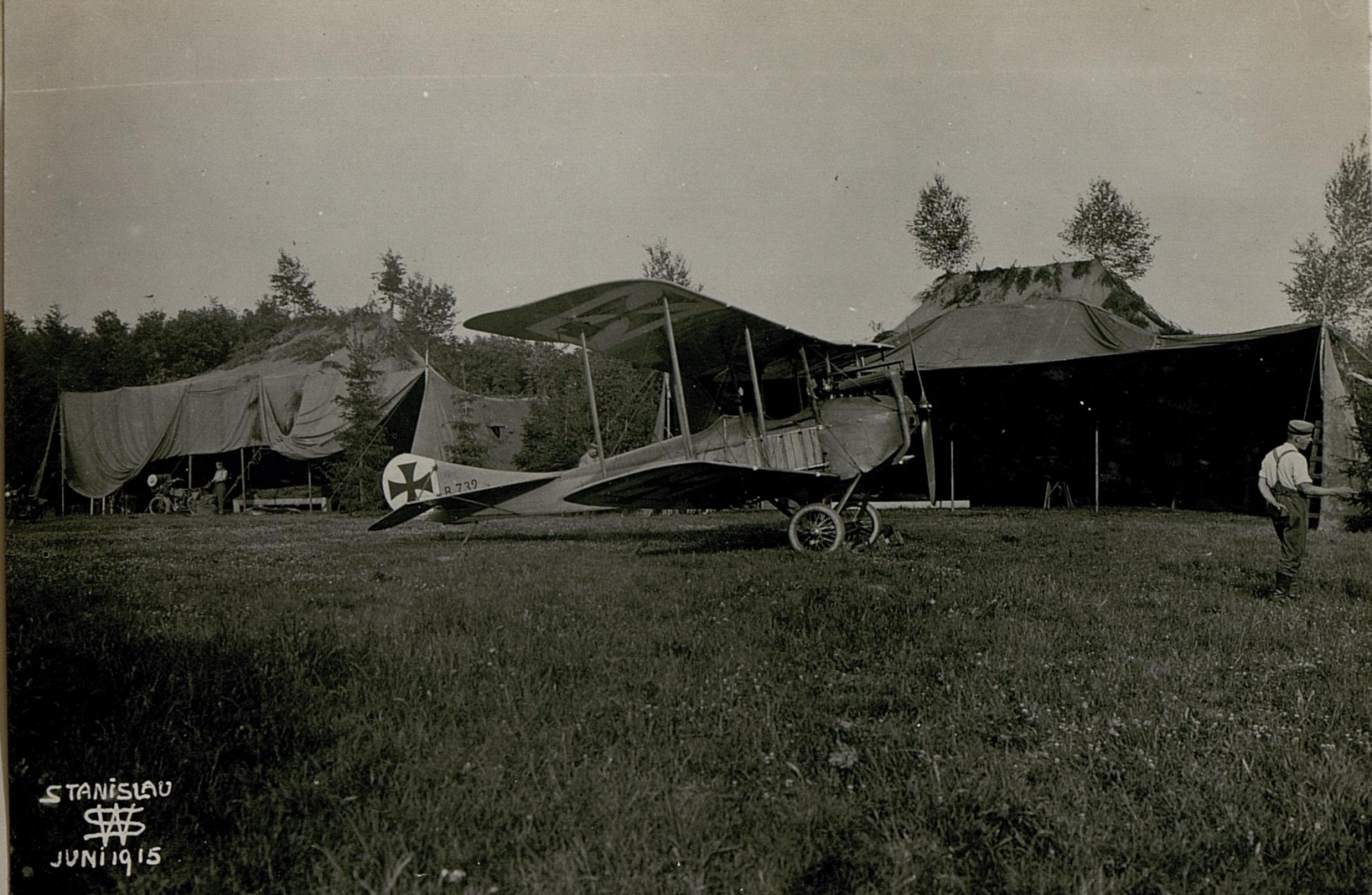
Rumpler B.I

Die Rumpler B-Typen des Konstrukteurs Edmund Rumpler waren zweisitzige Aufklärungsflugzeuge der deutschen Luftstreitkräfte im Ersten Weltkrieg.

## Entwicklung
1914 produzierten die Rumpler Flugzeugwerke hauptsächlich den Nachbau der Etrich-Taube. Daneben wurde jedoch auch ein Doppeldecker mit 100-PS-Reihenmotor entwickelt und als Rumpler B in den Varianten 4A13 mit Mercedes- und 4A14 mit Benz-Motor gefertigt.
Deren Weiterentwicklung Rumpler B.I (Werksbezeichnung 4A) hatte etwas kürzere Tragflächen und einen kürzeren Rumpf. Von der B.I wurden gemeinsam mit den Pfalz-Flugzeugwerken als Lizenznehmer insgesamt 198 Stück gefertigt.

## Einsatz
Der B.I wurde als Aufklärer an Ost- und Westfront eingesetzt.

## Technische Daten
| Kenngröße                              | B (4A13)                     | B. I (4A)                    |
| -------------------------------------- | ---------------------------- | ---------------------------- |
| Jahr                                   | 1914                         | 1914                         |
| Verwendung                             | Aufklärer, Schulflugzeug     | Aufklärer, Schulflugzeug     |
| Besatzung                              | 2                            | 2                            |
| Länge                                  | 8,50 m                       | 8,40 m                       |
| Spannweite                             | 14,50 m                      | 13,00 m                      |
| Höhe                                   | 3,20 m                       | 3,10 m                       |
| Flügelfläche                           |                              |                              |
| Leermasse                              | 780 kg                       | 750 kg                       |
| Startmasse                             | 1060 kg                      | 980 kg                       |
| wassergekühlter 6-Zylinder-Reihenmotor | Mercedes D.I, 105 PS (77 kW) | Mercedes D.I, 105 PS (77 kW) |
| Höchstgeschwindigkeit                  | 145 km/h                     | 145 km/h                     |
| Dienstgipfelhöhe                       |                              |                              |
| Steigzeit auf 1000 m                   |                              |                              |
| Flugdauer                              |                              |                              |
| max. Reichweite                        |                              |                              |
| Bewaffnung                             | –                            | –                            |